# Menhir de Saint-Martin-du-Tertre
Le menhir de Saint-Martin-du-Tertre est un menhir situé dans la forêt de Carnelle à environ 200 m au sud-est du dolmen de la Pierre Turquaise à Saint-Martin-du-Tertre, dans le département du Val-d'Oise, en France.

## Description
Le menhir se présente comme un bloc parallélépipédique en grès d'une hauteur de  1,30 m pour 1,90 m de longueur et une épaisseur comprise entre 0,50 m à la base et 0,50 m au sommet. Un sondage opéré à son pied a révélé qu'il avait été enfoncé de 0,40 m, sans aucun calage à la base, au fond d'une petite cuvette qui s'est comblée avec le temps.